# ТЕС Дунаменті
ТЕС Дунаменті (угор. Dunamenti) — теплова електростанція в Угорщині, розташована в місті Сазхаломбатта на південний захід від Будапешту.

## Дунаменті І
Спорудження станції почалось у 1960 році, а до 1968-го на її майданчику стали до ладу сім турбогенераторних комплектів.
При цьому чотири котла продуктивністю по 210 тон пари на годину забезпечували живлення чотирьох турбін, з яких були дві конденсаційні потужністю 50 МВт і 20 МВт, одна теплофікаційна з показником у 40 МВт та одна турбіна із протитиском потужністю 20 МВт (ця частина станції відома як блоки A, B, D та E). 
Ще три турбіни потужністю по 150 МВт працювали у складі однотипних блоків («блоки С»), основне обладнання для яких постачили із СРСР.
Блоки А — E вивели з експлуатації після запуску в кінці 1990-х парогазового блоку G2.

## Дунаменті II
Введення в експлуатацію шести енергоблоків («блоки F») потужністю по 215 МВт відбулось в період з 1974 по 1976 рік. Їх обладнали котлами словацької компанії SES (виготовлені по ліцензії Babcock Wilcox) та турбогенераторними комплектами місцевого виробництва — турбінами Láng-BBC та генераторами Ganz.
У 2009—2014 роках всі блоки F зупинили (при цьому одна з турбін продовжує діяти у складі створеного в 2011-му парогазового блока G3, хоча й з суттєво зменшеною потужністю).

## Дунаменті III
В 1991-му ввели в дію газову турбіну G1 електричною потужністю 145 МВт. Відпрацьовані нею гази потрапляють до котла-утилізатора, який продукує теплову енергію для розташованого поблизу нафтопереробного заводу.
У 1996-му змонтували газову турбіну G2 потужністю 156 МВт, а за два роки на її основі створили парогазовий блок комбінованого циклу. У ньому від котла-утилізатора живляться одразу дві парові турбіни — турбіна із протитиском потужністю 24 МВт та конденсаційна турбіна з показником 60 МВт.
В кінці 2000-х вирішили збільшити потужність та підвищити ефективність ТЕС шляхом спорудження ще одного парогазового блоку, на цей раз потужністю 407 МВт. Блок G3 спорудили з використанням старої парової турбіни, модернізованої компанією Alstom Hungary та перейменованої у F8, яка отримує живлення через котел-утилізатор від нової газової турбіни. Таке рішення дозволило зменшити капітальні витрати на проект до 200 млн євро та пришвидшити його реалізацію. Будівельні роботи розпочались у 2009-му, а введення блоку G3 в дію відбулось вже у 2011-му. При цьому паливна ефективність зросла з 36 до 57 %, викиди двоокису вуглецю та оксидів азоту зменшились на 36 — 41 % (в перерахунку на одиницю виробленої продукції).
В майбутньому планувалось створити за цією ж моделлю ще один парогазовий блок з газовою турбіною G4. Втім, даний проект так і не реалізували через падіння попиту на електроенергію.
Станом на 2017 рік загальна потужність станції рахувалась як 779 МВт.

## Інші відомості
Електростанцію спорудили з розрахунку на спалювання природного газу, який з 1967-го надходив до західної частини Будапешту по трубопроводу від розташованого на півдні країни родовища Algyo. В 1982-му до Сазхаломбатти також вивели перемичку від Вечешу, куди по трубопроводу Берегдароц – Будапешт доправляли ресурс, імпортований з СРСР. Як резервне паливо передбачалось використання нафти.
Для охолодження станція використовує воду з Дунаю.
Видача продукції відбувається по ЛЕП, розрахованим на роботу під напругою 220 кВ та 120 кВ.
У 2014 році власник ТЕС компанія GDF Suez, яка придбала її в ході приватизації у 1990-х, перепродала підприємство групі МЕТ Power AG.